# Hanácké opery
Hanácké opery (někdy hanácké zpěvohry, lidové opery, české opery, české zpěvohry apod.) je označení pro pololidové hudební skladby charakteru opery, které vznikaly v 18. století především na území Hané.
Libreta těchto skladeb byly psány česky, a to hanáckým nářečím, často byly humorného až satirického charakteru, někdy měly duchovní tematiku (vzhledem k tomu, že jejich vznik se odvíjel od katolické vrstvy kněží a písmáků), mnohdy se vztahovaly k aktuálním událostem, např. biografická opera o císaři Josefu II., napsaná v roce 1790, tedy k datu panovníkovy smrti. Jejich děj je ale až na výjimky světský, mytologický či náboženský jen výjimečně.
Stejně jako „normální“ opery, i tyto byly rozčleněny na recitativy a árie různého charakteru, formálně skutečně dodržovaly základní pravidla žánru opery. Byly pochopitelně psány i provozovány amatérsky, při slavnostech, zejména souvisejících s kláštery (výročí založení apod.), kde pobývala značná část autorů těchto oper. Po hudební stránce byli autoři ovlivněni barokní duchovní hudbou i lidovou písní. Opery obsahovaly i taneční čísla.
Nejde o lidovou tvorbu v pravém slova smyslu, nýbrž o tvorbu pololidovou, protože řada autorů hanáckých oper, např. libretista Josef Mauritius Bulín či jejich významný skladatel páter Alan Plumlovský, je nám známa.
Při provedení hanáckých oper neúčinkoval celý orchestr, ale spíše kapela blízká kapele, jaká provozovala lidovou hudbu, například v opeře jménem „Kterak Landebork z království českého ani nepškna s Bohem hébal…“ hrají pouze dvě housle, viola a kontrabas.
Hanácké opery jsou dnes hrány i zmiňovány jen výjimečně a spíše jako kuriozita, jejich libreta ale vyšla v několika výborech, např. v knize Copak to ale za mozeka hraje? od Eduarda Petrů, vydané v roce 1985.